# دم‌آتشی گوش‌سرخ
دم‌آتشی گوش‌سرخ (نام علمی: Stagonopleura oculata) نام یک گونه از سرده دم‌آتشی‌ها است.